# Галіп Теодот Мелетійович
Теодо́т Меле́тійович Галі́п (19 червня 1873 р., с. Волока, бецірк Вашківці на Черемоші, Герцогство Буковина, Австро-Угорщина, нині Вашківецька міська територіальна громада, Вижницький район, Чернівецька область, Україна — 6 квітня 1943 р., м. Брно, бецірк Брюнн-Штадт, область Брюнн, земля Моравія, Протекторат Богемії та Моравії, нині округ Брно-місто, Південноморавський край, Чехія) — український письменник, доктор права, адвокат, політичний та культурний діяч. Дипломат в Міністерстві закордонних справ Української Народної Республіки. Викладач кримінального права в Українському вільному університеті в м. Прага.

## Біографія

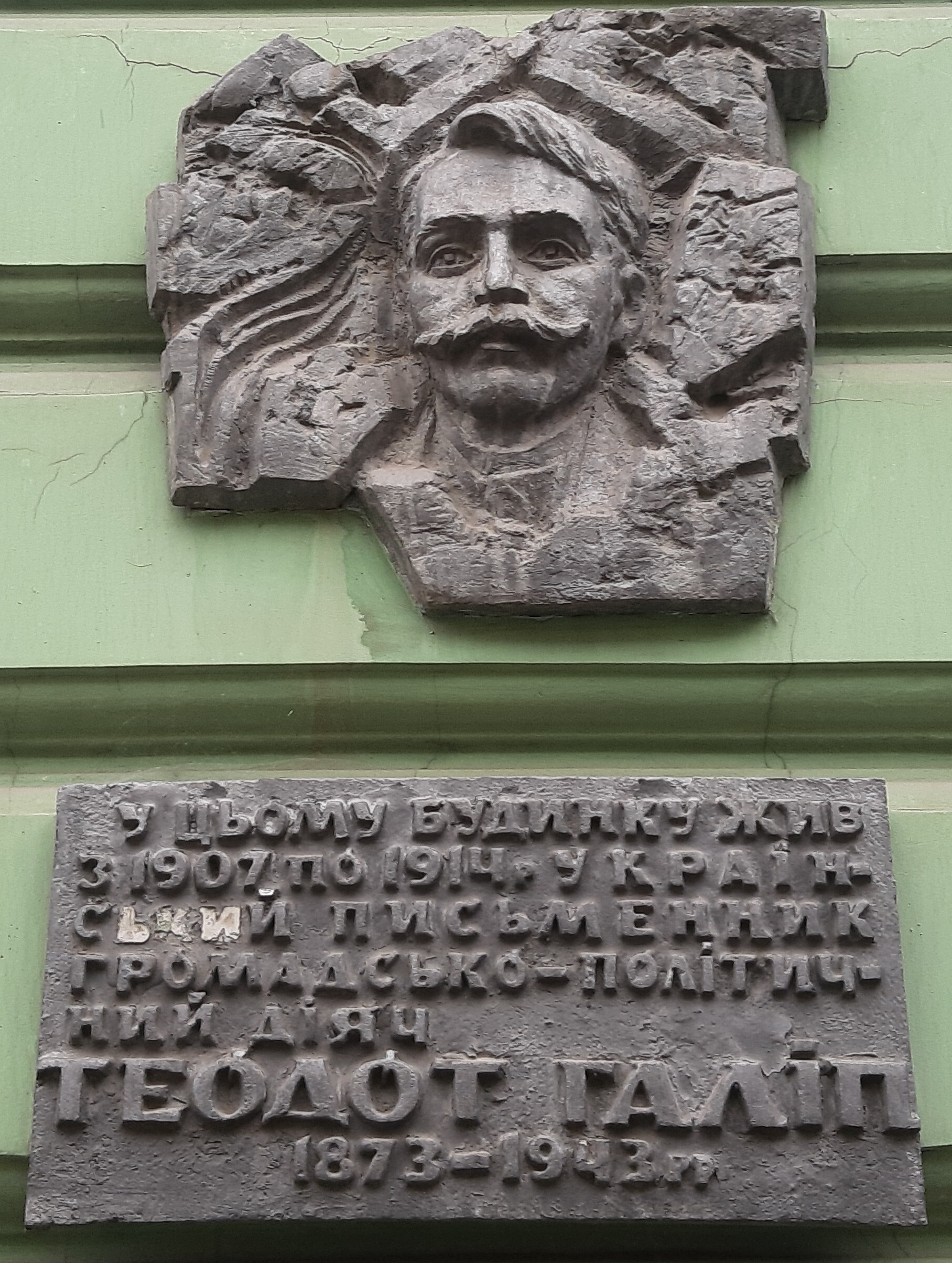
Меморіальна дошка на фасаді будинку по вул. Івана Франка, 1 в м. Чернівці в якому письменник проживав в 1907-14 рр.

### Ранні роки
Теодот Галіп народився 19 червня 1873 р. в с. Волока, Вашківецького повіту, Герцогства Буковина, Австро-Угорщини.
Батько Мелетій Галіп (1845 — 1916 рр.) походив з бессарабсько-буковинської шляхетсько-попівської родини з сусіднього м. Вашківці. Мелетій Галіп був священником, оборонцем православних українців у Чернівецькій Консисторії, головою товариства «Православна Шляхта» в Чернівцях.
Мати Євфросина Галіп походила з роду Гафенків та була буковинською громадською діячкою: голова централі Жіночої Громади на Буковині (1913-20 рр.), організаторка виставок народного мистецтва (у Відні, в Києві та ін.). Євфросина Галіп спілкувалась та співпрацювала з письменницею Ольгою Кобилянською.
В родині батьки сповідували українську культуру і тому Теодот Галіп був вихований в повазі до культури та історії рідного народу. Як і прийнято було на той час в священницьких родинах, він отримав дуже добре домашнє виховання. І саме вдома він отримав оті найважливіші уроки — приналежності до українського народу.
Теодот Галіп писав в одному з листів до Осипа Маковея:
«В нашій попівській родині багато часу іде на читання і на балакання про те, що читалося. А читаємо здебільшого газети, переважно руські (українські). Балакаючи, ще вживаємо двох мов. Але усі члени родини у вільні хвилини стараються вивчити руську мову докладніше. Ми трохи пізно, але все таки залізно зрозуміли, що ми є русини, і маємо народні обов'язки, і тому у вільні хвилини одушевлені тим відкриттям».
Очевидно під словами про вживання двох мов Теодот Галіп має на увазі руську (українську) та німецьку мову.
Свої перші кроки в навчанні Теодот Галіп почав робити в місцевій сільській однокласній школі. Вчитель в цій школі, Партеній Данчул, вмів зацікавити дітей не тільки наукою, але й дослідженням навколишнього світу. Він ходив з учнями в походи, вчив їх співати, підігруючи на гітарі або скрипці. Знав багато старовинних українських пісень.
Пізніше родина Галіпів переїжджає в м. Чернівці. Там Теодот Галіп закінчив Чернівецьку першу цісарсько-королівську державну гімназію та в 1898 р. отримав ступінь доктора права в Чернівецькому університеті імені Франца Йозефа.

### Суспільно-політична діяльність в період австро-угорської влади
Працював адвокатом Чернівцях, відстоював права бідної верстви. Брав активну участь в організації товариства «Січ» (у 1904-14 рр. голова Союзу Січей на Буковині), у діяльності Української радикальної партії — у 1906-18 рр. очолював її буковинське відділення. Видавав власним коштом та редагував двотижневик «Народна освіта». Був видавцем та редактором у газетах «Народна справа» (1907-08 рр.) та «Громадянин» (1909-10 рр.). У 1911 р. Теодот Галіп був обраний до Буковинського сейму. 

### Участь у Першій світовій війні
На момент початку Першої Світової війни Теодот Галіп проживає в Чернівцях. На початку серпня 1914 р. він відгукується на оголошення австро-угорської влади про загальну мобілізацію - запасні вояки в термін 24 години повинні з'явитися на збірних пунктах, які були заздалегідь їм повідомлені. Теодот Галіп одягає з власного гардеробу форму австро-угорського лейтенанта та від'їжджає до місцевості Команешті де його призначають комендантом залізничної станції. Пізніше за наказом майора жандармерії Едуарда фон Фішера разом з буковинськими відділами ландштурму лейтенант Теодот Галіп відступає до гірської місцевості Якобени в південно-західній частині Буковини. В цій місцевості утворюється бригада майора Едуарда фон Фішера, яка складається з шістьох батальйонів піхоти. Ад'ютант Едуарда фон Фішера та в майбутньому міністр внутрішніх справ Протекторату Чехії та Моравії оберлейтенант Йозеф Єжек призначає лейтенанта Теодота Галіпа командиром роти в батальйон яким керував оберлейтенант кавалерії Трове. Між командиром роти лейтанантом Теодотом Галіпом та командиром батальйону оберлейтенантом Трове виникає недовіра, а командир бригади майор Едуард фон Фішер взагалі не переносить оберлейтенанта Трове. Пізніше батальйон під командуванням оберлейтенанта Трове вирушив в похід. Однак майор Едуард фон Фішер залишає лейтенанта Теодота Галіпа в Якобенах та надає йому інше призначення при штабі бригади. Варто зазначити що приязним стосункам лейтенанта Теодота Галіпа та майора Едуарда фон Фішера ймовірно сприяло їхнє земляцтво - Теодот Галіп народився в с. Волока, а Едуард фон Фішер в сусідньому с. Карапчів. Оберлейтенант Трове пізніше був відомий злочинами проти цивільного населення - наприклад в селищі Глибока неподалік м. Чернівці він стратив декілька невинних українських селян. Через декілька днів майор Едуард фон Фішер передає лейтенанта Теодота Галіпа в розпорядження генерала Шулєра, який командував бригадою угорських ландштурмів. Лейтената Теодота Галіпа призначають командантом обозу та долучають до штабу бригади генерала Шулєра. Однак пізніше внаслідок загальної неприязні до українців інтенданта штабу бригади лейтенант Теодот Галіп повертається до бригади майора Едуарда фон Фішера де призначається ад'ютантом підполковника Томашкевича - офіцера для окремих доручень завданням якого було отримувати на місцевості поблизу розташування бригади інформацію військового та політичного характеру. Подальші відомості про військову службу лейтенанта Теодота Галіпа не збереглись. Відомо що станом на весну 1918 р. він продовжує службу в австро-угорській армії.

### Прибуття Теодота Галіпа до Києва за мандатом буковинського автономного уряду
У листопаді 1917 р. проголошується Українська Народна Республіка. Однак у квітні 1918 р. вона внаслідок державного перевороту була повалена гетьманом Павлом Скоропадським. Було утворено Українську Державу. Буковина весь цей час була за межами спроб українського державного будівництва. У 1918 р. Теодот Галіп повернувся до Чернівців та на початку листопада взяв активну участь в організації Буковинського віче - народних зборів, які ухвалили рішення про входження Буковини до Української Держави. У листопаді 1918 р. на Буковину насуваються румунські війська. Ситуація склалась так, що на Буковині на той момент не було українських регулярних військових підрозділів та не було чим швидко озброїти місцеве населення. Таким чином Теодот Галіп перебирається до м. Заліщики (сучасна Тернопільська обл.) де зустрічається з головою буковинського автономного уряду Омеляном Поповичем. В розмові між собою вони приходять до висновку, що Теодот Галіп повинен їхати до м. Київ та представити положення буковинських українців уряду Української Держави та вимагати від нього допомоги у справі приєднання Буковини до Української Держави. Омелян Попович в якості голови буковинського автономного уряду надає Теодоту Галіпу грамоту на повноваження говорити з гетьманом Павлом Скоропадським від імені буковинських українців. 10 листопада 1918 р. Теодот Галіп в товаристві Іллі Поповича вирушає до м. Київ. Дорога була складна, по дорозі з ними трапляються різні пригоди, однак 27 листопада вони дістаються м. Київ. В резиденції гетьмана Української Держави Теодота Галіпа приймає осаул Іван Полтавець-Остряниця. Теодот Галіп доповідає йому про ціль свого приїзду. Однак в середині грудня 1918 р. гетьман Павло Скоропадський зрікається влади та до Києва вступають війська головного отамана Симона Петлюри. Таким чином відновлюється Українська Народна Республіка. Після зміни влади Теодот Галіп зустрічається з головним отаманом Симоном Петлюрою та доповідає йому про ситуацію на Буковині. Головний отаман обіцяє, що через два місяці він відправить військо до Буковини та приєднає її до Української Народної Республіки. Однак в майбутньому цей план так і не був реалізований. Пізніше до Києва прибувають доктор Мирон Кордуба та Осип Безпалко, які мали ширші повноваження щодо представлення інтересів буковинських українців в Києві. Таким чином місія Теодота Галіпа з цього питання була завершена. 

### Дипломатична служба в міністерстві закордонних справ Української Народної Республіки
В Києві Теодот Галіп розпочинає службу в Міністерстві закордонних справ Української Народної Республіки. В січні 1919 р. міністерство закордонних справ Української Народної Республіки вирішує відправити дипломатичну місію в столицю Франції - м. Париж. В Парижі якраз розпочинає свою роботу Паризька мирна конференція, яка повинна визначити повоєнне облаштування Європи. Теодот Галіп в складі місії вирушає в дорогу, однак місія надовго затримується в швейцарському Берні оскільки виникають проблеми з отриманням дозволу на в'їзд до Франції. Теодот Галіп їде з Берна до Відня де отримує офіційні папери, які він перевозить до Проскурова (нині м. Хмельницький). З Проскурова Теодот Галіп їде до Станіславова (нині Івано-Франківськ) де стає членом Української Національної Ради Західноукраїнської Народної Республіки. Із Станіславова він їде в складі фінансової місії в питаннях щодо функціонування української валюти закордоном до Праги, а потім до Відня. Згодом Теодот Галіп призначається до складу дипломатичної місії Української Народної Республіки в столиці Королівства Італія - м. Рим. Після ліквідації дипломатичної місії у листопаді 1921 р. переїжджає до м. Відень, столиці Австрійської Республіки.

### Подальше життя після поразки Визвольних змагань
Пізніше переїхав до м. Хуст (Підкарпатська Русь, Чехословаччина, сучасна Закарпатська обл., Україна) та починаючи з 1923 р. працював там адвокатом. Брав участь у культурному житті українців Підкарпатської Русі.
У 1939 р. Теодот Галіп переїжджає до м. Брно, Протекторат Богемії та Моравії.
Викладає кримінальне право на факультеті права та суспільних наук Українського Вільного Університету в Празі — науковій установі української еміграції за кордоном. Також був членом Українського правничого товариства в Протектораті Богемії та Моравії.
Помер Теодот Галіп 6 квітня 1943 р. у м. Брно (Протекторат Богемії та Моравії), там і похований.

## Політичні погляди
Теодот Галіп виступав проти москвофільства — системи поглядів штучно нав'язаної Російською імперією деяким українцям підавстрійської України (Галичини, Буковини та Закарпаття), яка проголошувала ідею національно-культурної єдності росіян та українців.
За словами, Миколи Гуйванюка, кандидата історичних наук, доцента, завідувача кафедри історії України Чернівецького національного університету ім. Ю. Федьковича: "Серед письменників, що зайняли принципову позицію у дискусіях з москвофілами у правописному питанні, варто відзначити Теодота Галіпа. У численних дискусіях він доводив переваги фонетичного правопису, аргументовано роз'яснюючи причини неприйнятності етимологічного правопису, і гостро критикував москвофільську мовну політику.
На думку Теодота Галіпа: «Москвофіли не можуть відмовитися від штучного „язичія“ через незнання російської мови. Як наслідок, їм вдається туманити (обманювати) певну частину несвідомих галичан та буковинців». У своїй публіцистичній статті «Москвофільство — партія мертвих» Теодот Галіп доводив шкідливість москвофільства для українського національного руху та безперспективність їхньої ідеології.

## Творчість
Письменницький талант проявився в Теодота Галіпа ще в юності. Як поет вперше до читача він прийшов в 1894 р. з низкою ранніх поетичних творів. Потім поетичний доробок було видано у двох збірках: «Думки та пісні» і «Дика рожа». Поезія Теодота Галіпа вирізняється тяжінням до філософем, метафоричністю, досконалою інструментовкою вірша. На реалістичній основі творчості Теодота Галіпа позначився вплив народнопоетичних традиції, тогочасних модерністських шукань.
Його поезія та прозові твори друкувалися, починаючи від 1891 р. у чернівецьких, львівських, варшавських та канадських часописах. Його поезії досить різнобарвні: від модерністських мотивів до імпресіоністських. Леся Українка хвалила молодого автора, мовляв, у нього «гладка» лірика.
Як прозаїк, ще будучи студентом, він обрав національні пріоритети. Молодий письменник описував ті події, що відбувалися навколо — спочатку студентське життя, згодом побут селянства, місцевих багатіїв, взаємовідносини між людьми, що належали до різних соціальних прошарків.
Прозовий доробок Теодота Галіпа включає повісті "Перші зорі", "Нерівна гра", "Панки і підпанки", новелу «Чужинець» та низку публіцистичних статей.
Письменник Іван Франко у своїй рецензії схвально сприйняв повість Теодота Галіпа «Перші зорі»: «Добрі ескізи тої буденщини, серед якої живе і обертається автор». Він зазначив, що «Оповідання з життя інтелігенції, а особливо молодої, у нас поки що рідкість, а з Буковини ще й більше».
Теодот Галіп відомий під псевдонімами і криптонімами: Немирич, Магін, Graccнus, Аз, Т. Г., Ф. Г., Ф. М. Г.
Доля архіву письменника невідома.

### Проза

#### Новела "Чужинець" (1895 р.)
У соціально-психологічній новелі "Чужинець" автор намагається розв'язати проблеми міжособистісного людського порозуміння  спонукаючи задуматися над причинами міжнаціональних непорозумінь. Також зачіпаються деякі суто педагогічні питання, оскільки головні персонажі новели - учитель та учень.   

#### Повість "Перші зорі" (1895 р.)
Твір змальовує буковинське студентство 80-х років ХІХ ст. В повісті описується громадська думка щодо українців (русинів) загалом і показується тогочасна мовна ситуація на Буковині. Теодот Галіп порушує проблеми становлення українства як нації за дуже складних історичних обставин - зневажливій оцінці українства деякими неукраїнськими буковинцями протиставляється пробудження національної свідомості серед чернівецьких студентів. 

#### Повість "Нерівна гра" (1928 р.)
Повість занурює читача у вир пристрастей, розбурханих на Буковині в перші роки ХХ ст. Російсько-японська війна спричинила значне напруження на міжнародній арені. У Відні обмірковують можливість воєнного виступу проти Російської імперії. У зв'язку з цим пожвавлюється інтерес до українського питання. У центрі авторської уваги - поступальний рух українців, очолюваний професором Василем Ардановичем, перипетії навколо постаті цієї вольової, мудрої й відданої національній справі особистості.

#### Повість "Панки і підпанки" (1937 р.)
В повісті, яку сам автор називає "бувальщиною", порушуються ряд різнопланових проблем, як-от способи коригування національної психіки, взаємини особи і громади. Письменник пропонує свій варіант розв'язання дилем "пасивна споглядальницька позиція чи активна протидія злу?", "індустріалізація чи збереження довкілля?", "космополітизм чи національна справа?".

## Місце спочинку
Теодот Галіп похований на Центральному цвинтарі міста Брно в Чехії. На жаль, українська спільнота не допильнувала оплату за його могилу, тож надгробок було ліквідовано. Натомість вдалося встановити, що він похований на 782 місці 13 ряду 44 сектору (сучасне поховання родини Приходова, географічні координати - 49.171238° 16.592174°).

## Вшанування
У м. Чернівці на фасаді будинку в якому письменник проживав в 1907-14 рр. (вул. Івана Франка, 1) йому встановлена меморіальна дошка, також у м. Чернівці є вулиця названа ім'ям Теодота Галіпа.
Одна з вулиць в рідному селі письменника — с. Волока, носить ім'я Теодота Галіпа.
Також в с. Замостя існує вулиця та провулок Теодота Галіпа.

## Окремі видання
- Галіп Т. Вірші // Акорди: Антол. укр. лірики від смерті Шевченка / Упоряд. І.Франко. Репринт. вид. — К.: Веселка, 1991. — С. 294—295.
- Галіп Т. Думки і пісні. — Чернівці, 1901.
- Галіп Т. Поезії // Українська муза: Поетична антологія од початку до наших днів / За ред. О. Коваленка. — К., 1993. — Вип. 9. — С. 27-30.